# Klassningssällskap
Ett klassningssällskap eller klassificeringssällskap är en organisation som handhar klassifikation av bland annat fartyg.
Klassningssällskap tar fram regler för fartygs, oljeplattformars och andra marina installationers egenskaper ur ett säkerhetsperspektiv, och kan sedan göra inspektioner för att säkerställa att installationen uppfyller ställda krav. Inspektionerna kan avse utförande och material i skrov och maskineri, men också underhållsrutiner och kvalitetsnivån på utförda varvsarbeten. En genomförd klassning enligt en viss klassningsnorm är normalt sett ett krav från försäkringsbolag för att kunna försäkra fartyget eller installationen. 
Lloyd's Register of Shipping grundades 1834 och var det första klassningssällskapet. 
De stora klassningssällskapen är medlemmar i den internationella branschorganisationen International Association of Classification Societies (IACS).

## Exempel på klassningssällskap
- DNV/GL (Det Norske Veritas/Germanischer Lloyd)
- Lloyd's Register
- Bureau Veritas
- American Bureau of Shipping
- Российский морской регистр судоходства (vanligtvis kallat "Ryska Registret" på svenska)